# Voyager

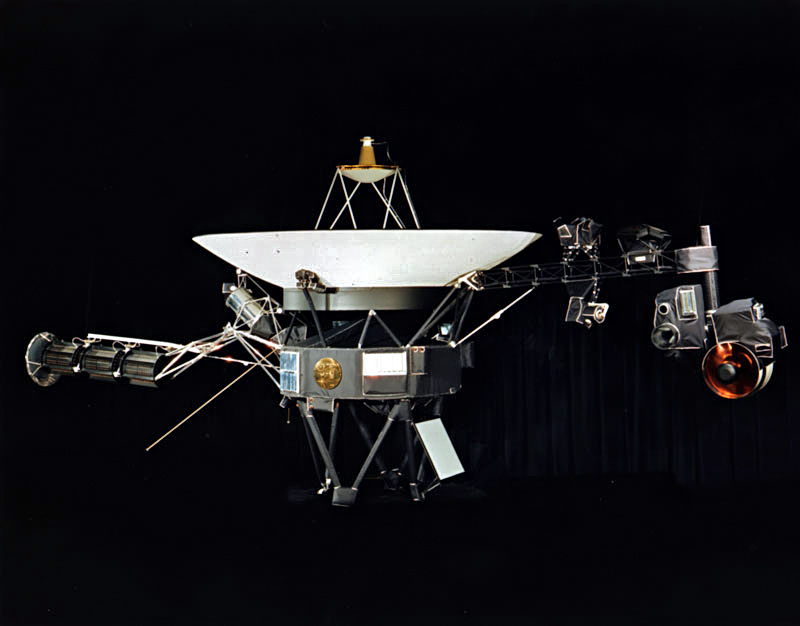
Voyager.

Se denomina Voyager a cualquiera de las dos sondas espaciales estadounidenses enviadas a los planetas exteriores. La Voyager 1 fue lanzada el 5 de septiembre de 1977 desde Cabo Cañaveral. Pasó por Júpiter en 1979 y por Saturno en 1980. La Voyager 2 fue enviada el 20 de agosto de 1977, pasando por Júpiter y Saturno para llegar a Urano en 1986 y Neptuno en 1989. La Voyager 2 es la única sonda que ha visitado esos dos planetas.

## Historia

Las trayectorias que permitieron a la nave espacial Voyager visitar los planetas exteriores y alcanzar la velocidad para escapar del sistema solar

Gráfico de la velocidad heliocéntrica de la Voyager 2 frente a su distancia del Sol, que ilustra el uso de la asistencia de la gravedad para acelerar la nave espacial por parte de Júpiter, Saturno y Urano. Para observar Tritón, la Voyager 2 pasó sobre el polo norte de Neptuno, lo que resultó en una aceleración fuera del plano de la eclíptica y redujo su velocidad alejándose del Sol.

Las dos sondas espaciales Voyager se concibieron originalmente como parte del programa Mariner, y por lo tanto inicialmente se llamaron Mariner 11 y Mariner 12. Luego se trasladaron a un programa separado llamado "Mariner Jupiter-Saturn", más tarde rebautizado como Programa Voyager porque se pensó que el diseño de las dos sondas espaciales había progresado lo suficiente más allá del de la familia Mariner como para merecer un nombre separado.
El Programa Voyager fue similar al Gran Tour Planetario planeado a finales de los 60 y principios de los 70. El Gran Tour aprovecharía una alineación de los planetas exteriores descubierta por Gary Flandro, un ingeniero aeroespacial en el Laboratorio de Propulsión a Chorro. Esta alineación, que ocurre una vez cada 175 años, ocurriría a finales de la década de 1970 y haría posible el uso de asistencia gravitacional para explorar Júpiter, Saturno, Urano, Neptuno y Plutón. El Gran Tour Planetario consistía en enviar varios pares de sondas para volar por todos los planetas exteriores (incluido Plutón, entonces todavía considerado un planeta) a lo largo de varias trayectorias, incluidas Júpiter-Saturno-Plutón y Júpiter-Urano-Neptuno. La financiación limitada puso fin al programa Grand Tour, pero se incorporaron elementos al Programa Voyager, que cumplió muchos de los objetivos de sobrevuelo del Grand Tour, excepto una visita a Plutón.
Voyager 2 fue el primero en ser lanzado. Su trayectoria fue diseñada para permitir sobrevuelos de Júpiter, Saturno, Urano y Neptuno. La Voyager 1 se lanzó después de la Voyager 2, pero a lo largo de una trayectoria más corta y rápida que fue diseñada para proporcionar un sobrevuelo óptimo de la luna de Saturno Titán, que se sabía que era bastante grande y que poseía una atmósfera densa. Este encuentro envió a la Voyager 1 fuera del plano de la eclíptica, poniendo fin a su misión científica planetaria. Si la Voyager 1 no hubiera podido realizar el sobrevuelo de Titán, la trayectoria de la Voyager 2 podría haberse alterado para explorar Titán, evitando cualquier visita a Urano y Neptuno. La Voyager 1 no se lanzó en una trayectoria que le hubiera permitido continuar hasta Urano y Neptuno, pero podría haber continuado desde Saturno hasta Plutón sin explorar Titán.
Durante la década de 1990, la Voyager 1 superó a las sondas de espacio profundo más lentas Pioneer 10 y Pioneer 11 para convertirse en el objeto creado por el hombre más distante de la Tierra, un récord que mantendrá durante un futuro previsible. La sonda New Horizons, que tenía una velocidad de lanzamiento más alta que la Voyager 1, está viajando más lentamente debido a la velocidad adicional que la Voyager 1 ganó en sus sobrevuelos de Júpiter y Saturno. La Voyager 1 y la Pioneer 10 son los objetos hechos por el hombre más separados entre sí, ya que viajan en direcciones opuestas con respecto al sistema solar.
En diciembre de 2004, la Voyager 1 cruzó el frente de choque de terminación, donde el viento solar se ralentiza a una velocidad subsónica, y entró en la heliofunda, donde el viento solar se comprime y se vuelve turbulento debido a las interacciones con el medio interestelar. El 10 de diciembre de 2007, la Voyager 2 también alcanzó el frente de choque, aproximadamente 1600 millones de kilómetros más cerca del Sol que desde donde la Voyager 1 lo cruzó por primera vez, lo que indica que el sistema solar es asimétrico.
En 2010, la Voyager 1 informó que la velocidad de salida del viento solar se había reducido a cero y los científicos predijeron que se acercaba al espacio interestelar. En 2011, los datos de las Voyagers determinaron que la heliofunda no es lisa, sino que está llena de burbujas magnéticas gigantes, que se teoriza que se forman cuando el campo magnético del Sol se deforma en el borde del sistema solar.
En junio de 2012, los científicos de la NASA informaron que la Voyager 1 estaba muy cerca de ingresar al espacio interestelar, lo que se indica por un fuerte aumento de partículas de alta energía desde fuera del sistema solar. En septiembre de 2013, la NASA anunció que la Voyager 1 había cruzado la heliopausa el 25 de agosto de 2012, convirtiéndola en la primera nave espacial en entrar en el espacio interestelar.
En diciembre de 2018, la NASA anunció que la Voyager 2 había cruzado la heliopausa el 5 de noviembre de 2018, convirtiéndose en la segunda nave espacial en ingresar al espacio interestelar.
En 2017 la Voyager 1 y Voyager 2 continuaron monitoreando las condiciones en las extensiones exteriores del sistema solar. Se espera que la nave espacial Voyager pueda operar instrumentos científicos hasta 2020, cuando la energía limitada requerirá que los instrumentos se desactiven uno por uno. En algún momento alrededor de 2025, ya no habrá suficiente energía para operar ningún instrumento científico.
En julio de 2019, se implementó un plan de administración de energía revisado para administrar mejor el suministro de energía cada vez menor de las dos sondas.

## Equipamiento

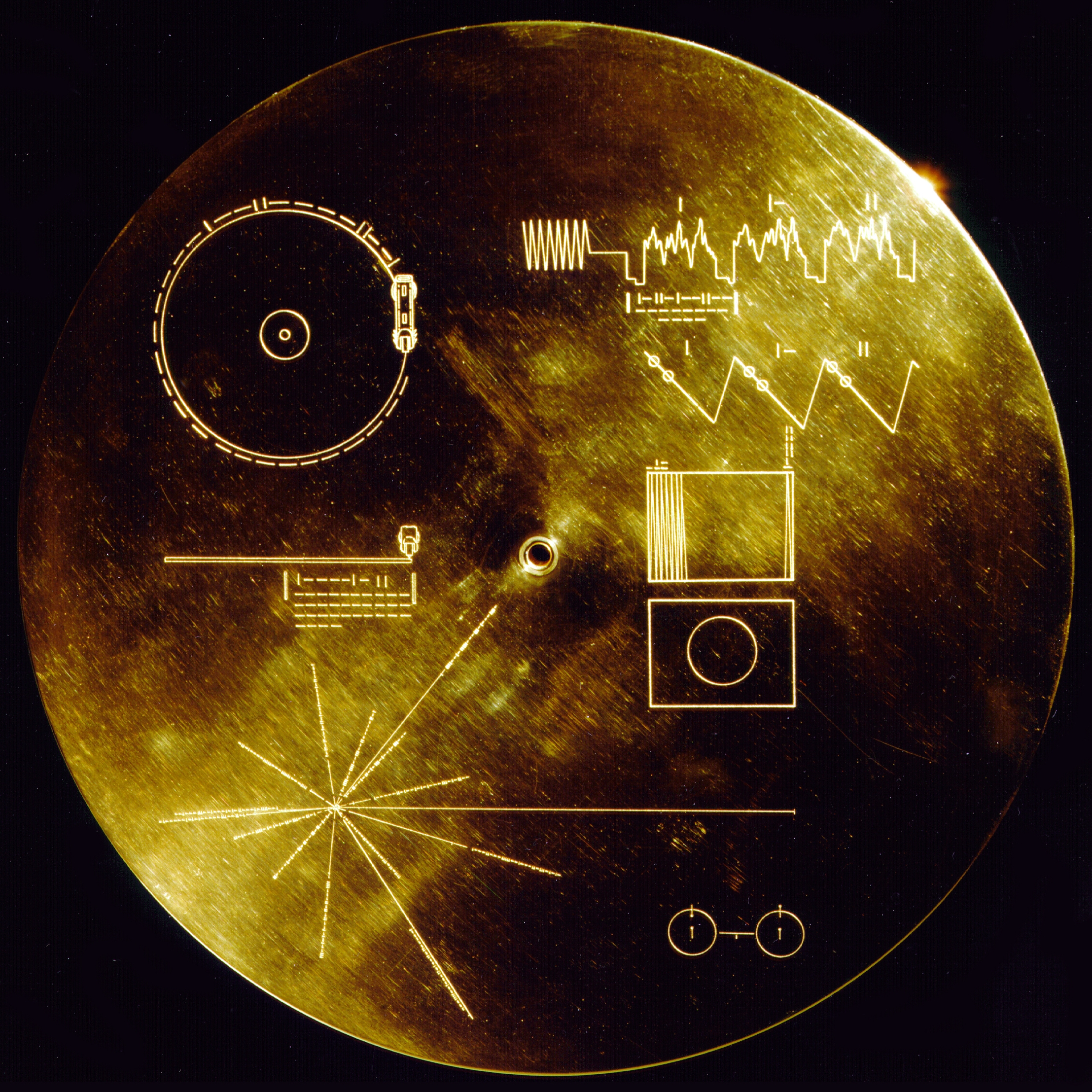
Imagen de la cubierta del disco de oro a bordo de la Voyager 1.

Ambas sondas llevan consigo un disco de oro con una selección de hora y media de duración de música proveniente de varias partes y culturas del mundo, saludos en 55 idiomas humanos, un saludo del entonces secretario general de las Naciones Unidas y el ensayo Sonidos de la Tierra, que es una mezcla de sonidos característicos del planeta. También contiene 115 imágenes (+1 de calibración) donde se explica en lenguaje científico la localización del sistema solar, las unidades de medida que se utilizan, características de la Tierra y características del cuerpo y la sociedad humana. Este disco fue ideado por un comité científico presidido por el astrónomo Carl Sagan, quien, refiriéndose al mensaje, aseguraba que su objetivo principal no es el ser descifrado, por el hecho de que su simple existencia pone de manifiesto la de los humanos, así como sus esfuerzos por contactar a otras especies inteligentes que pudiesen existir fuera del sistema solar.

## Misión

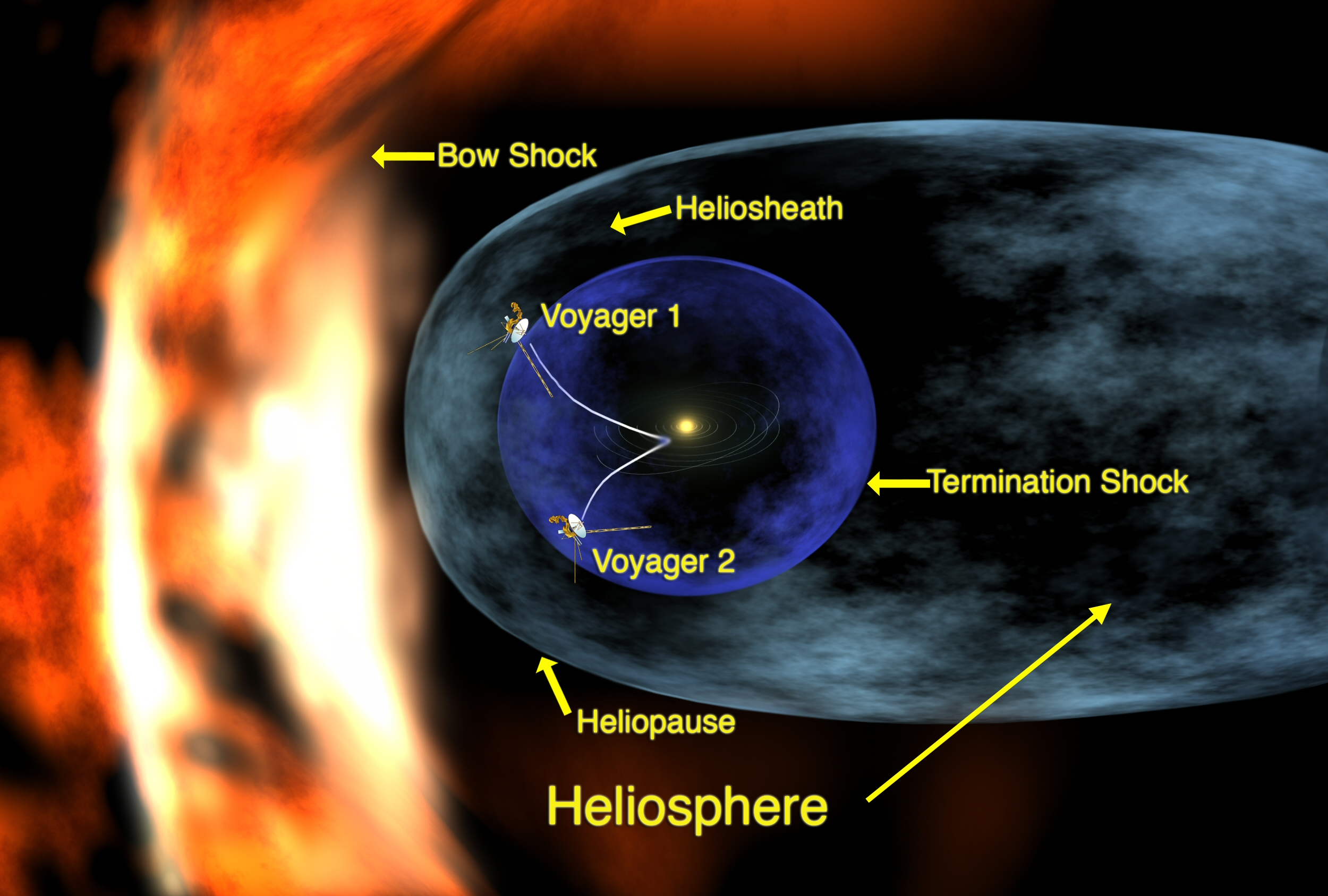
Imagen mostrando las trayectorias de los Voyager y su llegada a la heliopausa.

Las naves espaciales Voyager 1 y Voyager 2 fueron lanzadas desde la Tierra en 1977. Su misión fue explorar Júpiter y Saturno--y planetas que se encuentran más allá de nuestro sistema solar. Las naves contienen generadores eléctricos nucleares que permiten que sigan funcionando sus instrumentos científicos. A finales de 2003 la Voyager 1 envió datos que indican que podría haber atravesado esta barrera. Sin embargo, estos datos están en disputa. El 15 de agosto de 2006 la sonda Voyager 1 alcanzó la distancia de 100 UA; es decir, se encuentra a más de 15 000 millones de km del Sol. Actualmente, debido a problemas de presupuesto, el proyecto es controlado por un grupo de tan solo diez personas pertenecientes al Jet Propulsion Laboratory, y podría ser abandonado en un futuro próximo junto con otras misiones, dejando a ambas sondas seguir su camino sin que haya nadie que las escuche en la Tierra.
La misión, que se proyectó para durar cinco años, cumplió su cuadragésimo aniversario en 2017. Los científicos de la NASA siguen recibiendo datos de las sondas Voyager a través de la red del espacio profundo DSN (Deep Space Network). Las señales que se envían desde el Complejo de Comunicaciones de Espacio Profundo de Madrid (MDSCC por sus siglas en inglés) a la Voyager 1 tardan a la velocidad de la luz 14 horas y 20 minutos en llegar hasta ella y otro tanto en volver (28 horas 40 minutos en total). Y se sigue alejando. 
La potencia de transmisión de la Voyager 1 es inferior a 20 vatios. Debilitada por la distancia, llega a la Tierra una señal del orden de 10-17,26 milivatios.

## El primer objeto humano en alcanzar el espacio interestelar
El 13 de septiembre de 2013, se informó por parte de la NASA que la Voyager 1 se convirtió en el primer objeto creado por el hombre en alcanzar el espacio interestelar, no en abandonar el sistema solar, pues este se extiende hasta más allá de la nube de Oort, que comienza a una distancia de alrededor de 2000 UA del Sol.
Luego tomó el rumbo de salida del sistema solar y se ha alejado ya de la Tierra hasta una distancia de seis veces la órbita de Neptuno, el planeta más exterior, más de 20 000 millones de kilómetros del Sol. Ahora está «en el abismo del espacio interestelar» como dice el científico Richard A. Kerr a la revista Science. Aparentemente, cruzó la frontera el 12 de agosto de 2012. La noticia ahora es que, después de muchos debates sobre si efectivamente la Voyager 1 salió o no de la denominada heliosfera hace unos años, los nuevos datos recibidos de la sonda y los análisis de registros anteriores de la misión muestran que efectivamente, tal y como se anunció, fue entonces cuando esta nave de la NASA abandonó la burbuja de partículas cargadas, calientes, que rodea al sistema solar y entró en el entorno frío y oscuro del espacio interestelar, aunque aún se encuentra dentro del ámbito de la nube de Oort. Los instrumentos de la Voyager 1 envían cada día datos a 160 bits por segundo que se captan con las grandes antenas de la Red del Espacio Profundo (DSN) que la agencia espacial estadounidense tiene situadas estratégicamente alrededor del mundo, incluidas las de Robledo de Chavela en la Comunidad de Madrid. El coste total de la misión Voyager, con las dos naves, los lanzamientos y todas las operaciones de control desde 1977 hasta ahora mismo asciende a 988 millones de dólares (741 millones de euros).

## Disco de oro de las Voyager

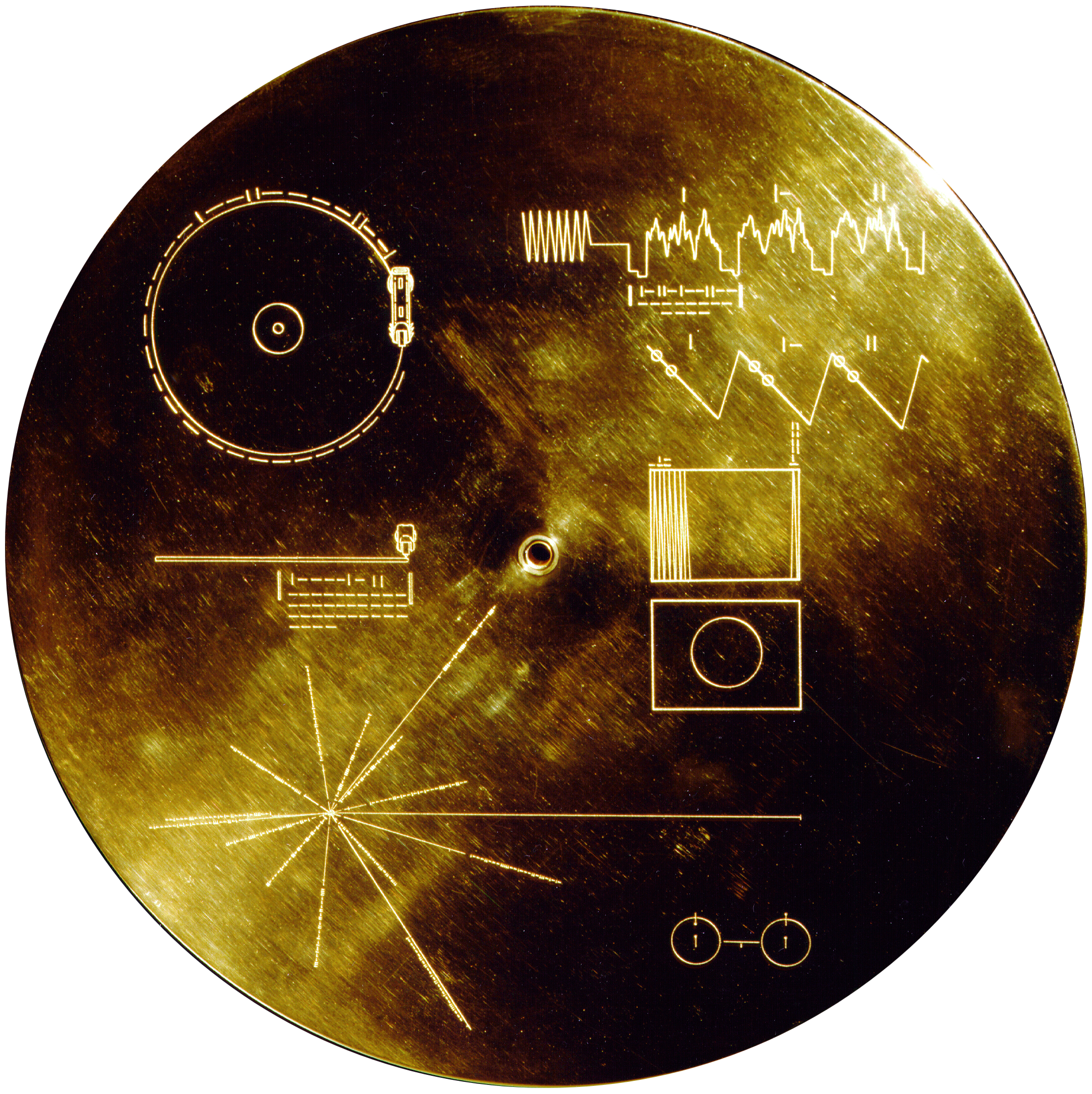
Disco enviado en la Voyager

Ambas naves espaciales llevan un disco fonográfico dorado de 30 cm que contiene imágenes y sonidos de la Tierra, instrucciones simbólicas en la cubierta para reproducir el disco y datos que detallan la ubicación de la Tierra. El registro pretende ser una combinación de cápsula del tiempo y mensaje interestelar a cualquier civilización, alienígena o humana del futuro lejano, que pueda recuperar cualquiera de los Voyagers. El contenido de este registro fue seleccionado por un comité que incluía a Timothy Ferris y estuvo presidida por Carl Sagan.

## Un punto azul pálido

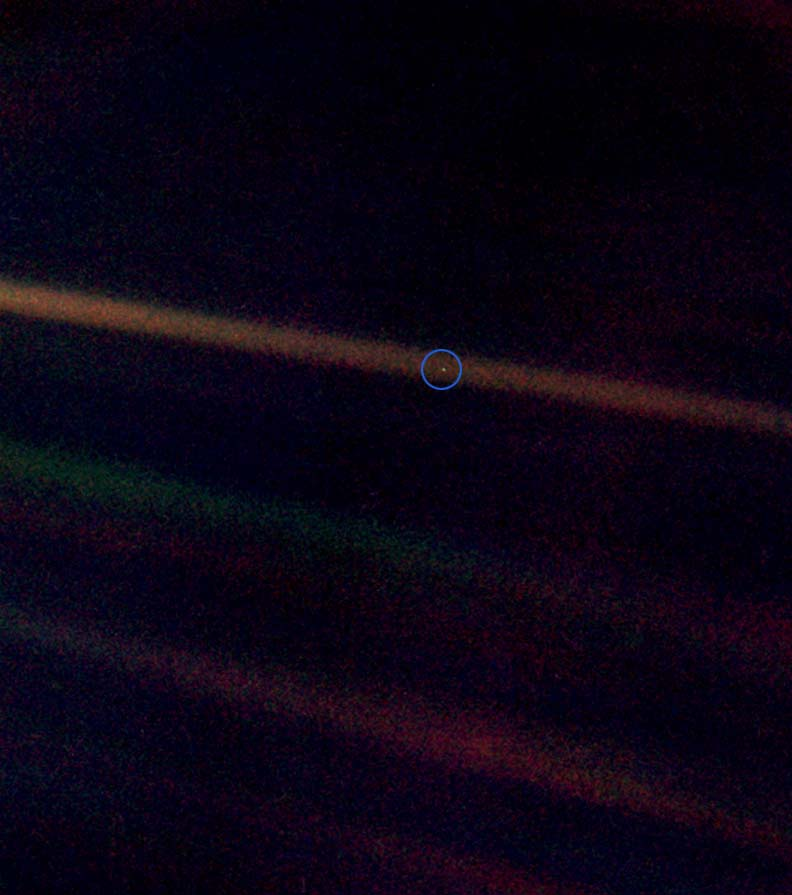
Esta es la fotografía "Punto Azul Pálido" de la Tierra tomada por la Voyager 1.

Los descubrimientos del programa Voyager durante la fase primaria de su misión, incluidas nuevas fotografías en color de primer plano de los planetas principales, fueron documentados regularmente por medios impresos y electrónicos. Entre las más conocidas se encuentra una imagen de la Tierra como Un punto azul pálido, tomada en 1990 por la Voyager 1 y popularizada por Carl Sagan.

Considere nuevamente ese punto. Eso es aquí. Ese es su hogar. Esos somos nosotros... La Tierra es un escenario muy pequeño en un vasto escenario cósmico... En mi opinión, tal vez no haya mejor demostración de la locura de los conceptos humanos que esta imagen distante de nuestro diminuto mundo. Para mí, subraya nuestra responsabilidad de tratarnos con más amabilidad y compasión y de preservar y apreciar ese punto azul pálido, el único hogar que hemos conocido.